# Худяков, Иван Степанович
Ива́н Степа́нович Худяко́в (24 июня 1913, дер. Заостровье, Архангельская губерния — 11 апреля 1990, Краснодарский край) — адъютант старший эскадрильи 31-го скоростного бомбардировочного авиационного полка 16-й скоростной бомбардировочной авиационной бригады Северо-Западного фронта, лейтенант. Герой Советского Союза.

## Биография
Родился 24 июня 1913 года в деревне Заостровье (ныне — Виноградовского района Архангельской области) в крестьянской семье. Окончил среднюю школу и педагогические курсы в городе Великий Устюг Вологодской области. Работал учителем в школе.
В Красной Армии с 1934 года. В 1938 году окончил Харьковское военное авиационное училище. Участник советско-финской войны 1939—1940 годов.
Адъютант старший эскадрильи 31-го скоростного бомбардировочного авиационного полка комсомолец лейтенант Иван Xудяков 17 февраля 1940 года вместе с экипажем самолёта совершил вынужденную посадку на территории, занятой противником. Мужественный офицер был ранен, но возглавил бой в окружении и выход из него.
Указом Президиума Верховного Совета СССР от 7 апреля 1940 года «за образцовое выполнение боевых заданий командования на фронте борьбы с финской белогвардейщиной и проявленные при этом отвагу и геройство» лейтенанту Худякову Ивану Степановичу присвоено звание Героя Советского Союза с вручением ордена Ленина и медали «Золотая Звезда».
В 1941 году И. С. Худяков окончил курс Военно-воздушной академии. На фронтах Великой Отечественной войны с июня 1941 года. После войны продолжал службу в ВВС СССР. С 1954 года капитан Xудяков И. С. — в запасе, а затем в отставке. Жил в посёлке Адлер Краснодарского края. До ухода на заслуженный отдых работал на аэродроме Гражданского воздушного флота. Умер 11 апреля 1990 года.
Награждён орденами Ленина, Отечественной войны 1-й степени, двумя орденами Красной Звезды, медалями.